# Ehretia latifolia
Ehretia latifolia är en strävbladig växtart som beskrevs av Jean Loiseleur-Deslongchamps. Ehretia latifolia ingår i släktet Ehretia och familjen strävbladiga växter. Inga underarter finns listade i Catalogue of Life.